# Zweimen
Zweimen è una frazione della città tedesca di Leuna, nella Sassonia-Anhalt; essa comprende anche le località di Dölkau e Göhren.

## Storia
Zweimen costituì un comune autonomo fino al 1º gennaio 2010.